# Иевлево (Тюменская область)
Иевлево — село в Ярковском районе Тюменской области Росси. Административный центр Иевлевского сельского поселения. С 1923 по 1925 год было центром Иевлевского района.
В селе работают сельский клуб и сельская библиотека. Функционирует фельдшерско-акушерский пункт.
Имеется одноимённая автобусная остановка.

## География
Село расположено на высоком берегу реки Тобола. Ближайшие населённые пункты — на западе деревня Ганихина, на юге деревня Чеганова и на северо-западе Первомаевка.
На востоке от села располагается Иевлевский заказник областного значения (основан в 1963), по течению реки Нерда и берегу несколько озёр. Площадь составляет 10 000 Га, на территории широко представлена различная флора и фауна Сибири.

## История
В 1648 году Иевлево упоминается в указе царя Алексея Михайловича. Велено было в селе Иевлево основать ямщицкую слободу. Село располагалось на Тобольском тракте.
В XIX веке в селе была пароходная пристань, торговые и винная лавки, также были лечебница и библиотека. В 1896 году открыта министерская школа (начальное образование за счёт государственного бюджета).
В XIX веке в Ивлево было построена деревянная двухэтажная церковь Архангела Михаила с золотой главкой. При церкви была небольшая колокольня. При большевиках церковь закрыли, в здании располагался клуб и библиотека на 2-м этаже. В конце XX века здание церкви сгорело.
В 1917 году конвоировались большевиками из Тобольска в Екатеринбург Николай II с супругой.
В селе царская чета останавливалась на ночёвку в доме местного купца Калашникова.
В 1923 по 1925 год село становится центром образованного Иевлевского района. В нём располагался Иевлевский райком № 10. Затем райцентр перенесли в село Ярково.
В 1960-е годы началось строительство моста через Тобол, в результате село Иевлево оказалось в стороне от главной дороги.
В 2012 году на месте расположения церкви был основан четырёхметровый крест.

## Население
| 2010 |
| ---- |
| 449  |

## Инфраструктура
Электрическая подстанция «Иевлево».

## Достопримечательности
Мемориал «Землякам, павшим в годы Великой Отечественной войны».

## Транспорт
Автомобильные дороге общего пользования межмуниципального значения: 71Н-2208 «Подъезд к с. Иевлево» (идентификационный номер: 71 ОП МЗ 71Н-2208), протяжённостью 3,210 км; 71Н-2202 «Иевлево — Сорокино» (идентификационный номер: 71 ОП МЗ 71Н-2202).